# Ciclism la Jocurile Olimpice de vară din 2024 - Omnium feminin
Cursa ciclistă de omnium feminin de la Jocurile Olimpice de vară din 2024 a avut loc pe 11 august 2024 pe Vélodrome de Saint-Quentin-en-Yvelines, Paris.

## Program
Orele sunt ora Franței (UTC+1) 
| Data                     | Timp          | Etapă                                                            |
| ------------------------ | ------------- | ---------------------------------------------------------------- |
| Duminică, 11 august 2024 | 17:00 urmează | Cursa scratch Cursa Tempo Cursa de elimniare Cursa pentru puncte |

## Rezultate

### Cursa Scratch
| Loc | Ciclistă            | Țară                       | Ture în urmă | Puncte probă |
| --- | ------------------- | -------------------------- | ------------ | ------------ |
| 1   | Jennifer Valente    | Statele Unite ale Americii |              | 40           |
| 2   | Maggie Coles-Lyster | Canada                     |              | 38           |
| 3   | Georgia Baker       | Australia                  |              | 36           |
| 4   | Maike van der Duin  | Olanda                     |              | 34           |
| 5   | Ally Wollaston      | Noua Zeelandă              |              | 32           |
| 6   | Amalie Dideriksen   | Danemarca                  |              | 30           |
| 7   | Olivija Baleišytė   | Lituania                   |              | 28           |
| 8   | Anita Stenberg      | Norvegia                   |              | 26           |
| 9   | Aline Seitz         | Elveția                    |              | 24           |
| 10  | Letizia Paternoster | Italia                     |              | 22           |
| 11  | Ebtissam Mohamed    | Egipt                      |              | 20           |
| 12  | Liu Jiali           | China                      |              | 18           |
| 13  | Maria Martins       | Portugalia                 |              | 16           |
| 14  | Daria Pikulik       | Polonia                    |              | 14           |
| 15  | Lara Gillespie      | Irlanda                    |              | 12           |
| 16  | Yumi Kajihara       | Japonia                    |              | 10           |
| 17  | Lotte Kopecky       | Belgia                     |              | 8            |
| 18  | Franziska Brauße    | Germania                   |              | 6            |
| 19  | Lee Sze Wing        | Hong Kong                  |              | 4            |
| 20  | Victoria Velasco    | Mexic                      |              | 2            |
| 21  | Valentine Fortin    | Franța                     |              | 1            |
| 22  | Neah Evans          | Marea Britanie             |              | 1            |

### Cursa Tempo
| Loc | Ciclistă            | Țară                       | Puncte cursă | Puncte probă |
| --- | ------------------- | -------------------------- | ------------ | ------------ |
| 1   | Lara Gillespie      | Irlanda                    | 24           | 40           |
| 2   | Jennifer Valente    | Statele Unite ale Americii | 9            | 38           |
| 3   | Daria Pikulik       | Polonia                    | 8            | 36           |
| 4   | Georgia Baker       | Australia                  | 4            | 34           |
| 5   | Franziska Brauße    | Germania                   | 1            | 32           |
| 6   | Lotte Kopecky       | Belgia                     | 0            | 30           |
| 7   | Amalie Dideriksen   | Danemarca                  | 0            | 28           |
| 8   | Maria Martins       | Portugalia                 | 0            | 26           |
| 9   | Ally Wollaston      | Noua Zeelandă              | 0            | 24           |
| 10  | Maggie Coles-Lyster | Canada                     | 0            | 22           |
| 11  | Aline Seitz         | Elveția                    | 0            | 20           |
| 12  | Anita Stenberg      | Norvegia                   | 0            | 18           |
| 13  | Lee Sze Wing        | Hong Kong                  | 0            | 16           |
| 14  | Olivija Baleišytė   | Lituania                   | 0            | 14           |
| 15  | Letizia Paternoster | Italia                     | 0            | 12           |
| 16  | Liu Jiali           | China                      | 0            | 10           |
| 17  | Yumi Kajihara       | Japonia                    | 0            | 8            |
| 18  | Neah Evans          | Marea Britanie             | 0            | 6            |
| 19  | Valentine Fortin    | Franța                     | 0            | 4            |
| 20  | Maike van der Duin  | Olanda                     | 0            | 2            |
| 21  | Ebtissam Mohamed    | Egipt                      | −20          | 1            |
| 22  | Victoria Velasco    | Mexic                      | −40          | −39          |

### Cursa de eliminare
| Loc | Ciclistă            | Țară                       | Ture în urmă | Puncte probă |
| --- | ------------------- | -------------------------- | ------------ | ------------ |
| 1   | Jennifer Valente    | Statele Unite ale Americii |              | 40           |
| 2   | Georgia Baker       | Australia                  |              | 38           |
| 3   | Maggie Coles-Lyster | Canada                     |              | 36           |
| 4   | Lotte Kopecky       | Belgia                     |              | 34           |
| 5   | Anita Stenberg      | Norvegia                   |              | 32           |
| 6   | Letizia Paternoster | Italia                     |              | 30           |
| 7   | Maike van der Duin  | Olanda                     |              | 28           |
| 8   | Amalie Dideriksen   | Danemarca                  |              | 26           |
| 9   | Lara Gillespie      | Irlanda                    |              | 24           |
| 10  | Daria Pikulik       | Polonia                    |              | 22           |
| 11  | Valentine Fortin    | Franța                     |              | 20           |
| 12  | Ally Wollaston      | Noua Zeelandă              |              | 18           |
| 13  | Olivija Baleišytė   | Lituania                   |              | 16           |
| 14  | Ebtissam Mohamed    | Egipt                      |              | 14           |
| 15  | Maria Martins       | Portugalia                 |              | 12           |
| 16  | Liu Jiali           | China                      |              | 10           |
| 17  | Neah Evans          | Marea Britanie             |              | 8            |
| 18  | Lee Sze Wing        | Hong Kong                  |              | 6            |
| 19  | Aline Seitz         | Elveția                    |              | 4            |
| 20  | Victoria Velasco    | Mexic                      |              | 2            |
| 21  | Yumi Kajihara       | Japonia                    |              | 1            |
| 22  | Franziska Brauße    | Germania                   |              | 1            |

### Cursa pentru puncte și clasament final
| Loc | Ciclistă            | Țară                       | CS | CT  | CE | Subtotal | Puncte sprint | Puncte tură | Ordinea de sosire | Total puncte |
| --- | ------------------- | -------------------------- | -- | --- | -- | -------- | ------------- | ----------- | ----------------- | ------------ |
| 1   | Jennifer Valente    | Statele Unite ale Americii | 40 | 38  | 40 | 118      | 6             | 20          | 18                | 144          |
| 2   | Daria Pikulik       | Polonia                    | 14 | 36  | 22 | 72       | 19            | 40          | 4                 | 131          |
| 3   | Ally Wollaston      | Noua Zeelandă              | 32 | 24  | 18 | 74       | 11            | 40          | 2                 | 125          |
| 4   | Lotte Kopecky       | Belgia                     | 8  | 30  | 34 | 72       | 4             | 40          | 8                 | 116          |
| 5   | Georgia Baker       | Australia                  | 36 | 34  | 38 | 108      | 0             | 0           | 13                | 108          |
| 6   | Maike van der Duin  | Olanda                     | 34 | 2   | 28 | 64       | 2             | 40          | 9                 | 106          |
| 7   | Amalie Dideriksen   | Danemarca                  | 30 | 28  | 26 | 84       | 1             | 20          | 22                | 105          |
| 8   | Anita Stenberg      | Norvegia                   | 26 | 18  | 32 | 76       | 6             | 20          | 10                | 102          |
| 9   | Maggie Coles-Lyster | Canada                     | 38 | 22  | 36 | 96       | 5             | 0           | 11                | 101          |
| 10  | Lara Gillespie      | Irlanda                    | 12 | 40  | 24 | 76       | 3             | 20          | 6                 | 99           |
| 11  | Olivija Baleišytė   | Lituania                   | 28 | 14  | 16 | 58       | 2             | 20          | 7                 | 80           |
| 12  | Aline Seitz         | Elveția                    | 24 | 20  | 4  | 48       | 1             | 20          | 5                 | 69           |
| 13  | Letizia Paternoster | Italia                     | 22 | 12  | 30 | 64       | 0             | 0           | 21                | 64           |
| 14  | Maria Martins       | Portugalia                 | 16 | 26  | 12 | 54       | 7             | 0           | 3                 | 61           |
| 15  | Neah Evans          | Marea Britanie             | 1  | 6   | 8  | 15       | 17            | 20          | 1                 | 52           |
| 16  | Valentine Fortin    | Franța                     | 1  | 4   | 20 | 25       | 5             | 20          | 15                | 50           |
| 17  | Yumi Kajihara       | Japonia                    | 10 | 8   | 1  | 19       | 5             | 20          | 17                | 44           |
| 18  | Franziska Brauße    | Germania                   | 6  | 32  | 1  | 39       | 2             | 0           | 14                | 41           |
| 19  | Liu Jiali           | China                      | 18 | 10  | 10 | 38       | 0             | 0           | 20                | 38           |
| 20  | Lee Sze Wing        | Hong Kong                  | 4  | 16  | 6  | 26       | 0             | 0           | 12                | 26           |
| 21  | Ebtissam Mohamed    | Egipt                      | 20 | 1   | 14 | 35       | 0             | –20         | 16                | 15           |
| 22  | Victoria Velasco    | Mexic                      | 2  | –39 | 2  | –35      | 3             | 0           | 19                | –32          |